# Hindoloides appendiculata
Hindoloides appendiculata is een halfvleugelig insect uit de familie Machaerotidae. De wetenschappelijke naam van deze soort is voor het eerst geldig gepubliceerd in 1926 door Hacker.